# Dominique Probst
Pour les articles homonymes, voir Probst.
Dominique Probst est un compositeur et percussionniste français né à Paris le 19 février 1954.
Issu d'une longue lignée d'artistes, il est le fils de la comédienne Gisèle Casadesus et de Lucien Pascal (de son vrai nom Lucien Probst), directeur général de la scène de la Comédie-Française, et le frère du chef d'orchestre Jean-Claude Casadesus, de la comédienne Martine Pascal et de l'artiste plasticienne Béatrice Casadesus. Il est l’époux de la comédienne Catherine Chevallier, père de l'actrice Barbara Probst et de la chanteuse-compositrice Tatiana Probst.

## Biographie
Premier prix de percussion au Conservatoire de Paris en 1978 et prix de composition de la fondation Nadia-et-Lili-Boulanger en 1979, Dominique Probst a écrit de nombreuses musiques pour l'opéra, le ballet, la radio, la télévision et le théâtre (Comédie-Française, Théâtre national de l'Odéon, Festival d'Avignon, Bouffes du Nord, Compagnie Renaud-Barrault). Il a notamment composé pour Francis Huster, Maurice Béjart, Jean Marais ou encore Laurent Terzieff.
Il partage son temps entre la composition, l'enseignement (Conservatoire Maurice Ravel de Levallois et conservatoire municipal du 16ème arrondissement de Paris) et son pupitre de. l'orchestre Colonne dont il est membre pendant plus de quarante ans (de 1973 à 2015) en tant que percussionniste puis timbalier solo, jouant régulièrement aussi depuis 2012 avec l'Orchestre Philharmonique du Maroc. 
Lauréat du programme « Villa Médicis hors-les-murs » en 1999 et récompensé à de nombreuses reprises par l'Académie des beaux-arts, la Société des auteurs et compositeurs dramatiques et l'Académie nationale du disque lyrique, il est fait chevalier dans l'ordre des Arts et des Lettres en 1996 et Ordre national de la Légion d'honneur en 2014.
Dominique Probst n'appartient à aucune école du paysage musical français. Benoît Duteurtre écrit dans Diapason (no 371, mai 1991) : « Pour décrire cet alliage riche et cohérent, à la fois très accessible et indéniablement moderne, on a parfois envie d'évoquer le nom de Kurt Weill. Sa musique n'ignore rien des couleurs chaotiques, des atmosphères de l'avant-garde atonale; elle ne dédaigne pas non plus les langages populaires d'aujourd'hui, ni la tradition tonale librement réinventée. » À propos de son opéra Maximilien Kolbe, Alain Duault écrit : « Dominique Probst a choisi d'utiliser sans sectarisme des langages divers, atonal parfois, tonal d'autres fois, avec des bouffées de rythmes plus populaires. » (L'Événement du jeudi, 1991)

## Œuvres
- Coda et variation 4 (1972) pour guitare, Éditions Lemoine
- Chant pour des sphères étoilées, pour flûte seule, en trois mouvements (1975) ;
- Ascèse à seize (1976) pour 6 percussions, Editions Billaudot
- Tehillim (1980), deux chants hébraïques sur des psaumes pour soprano (et piano)  / Créés en 1980 par Mireille Alcantara, puis enregistrés en 2014 par Tatiana Probst.
- Maximilien Kolbe, drame lyrique sur un livret inédit d'Eugène Ionesco (1988)  ;
Commande de l'Opéra de Paris, créée à Rimini (Italie) par Gianfranco Rivoli et donnée en France en 1989, sous la direction d'Olivier Holt, l'œuvre rencontre un vif succès dans cinq pays, est filmée par la télévision et couronnée par le prix « Talent nouveau musique » de la SACD et par un « Orphée d'or » de l'Académie du disque lyrique. L'opéra retrace l’histoire de Maximilien Kolbe, père franciscain polonais déporté au camp d’Auschwitz qui, en août 1941, offre volontairement sa vie pour sauver celle d’un père de famille condamné à mourir de soif et de faim avec neuf autres otages, à la suite de l’évasion d’un prisonnier.
- Le miroir aux sirènes (1990) pour 2 voix (soprano, mezzo-soprano) et 2 pianos.
- Le Cercle des fragments (1990)  pour ténor (ou soprano), clarinette (ou flute), piano et percussion sur un texte de Roland Barthes.
- Une journée à Versailles, symphonie (1991) ;   commande du Festival Jean de La Fontaine avec le soutien de la Sacem, cette partition a été créée à Chateau-Thierry le 18 juin 1991 par l'Orchestre de Bretagne sous la direction de Claude Schnitzler et reprise en octobre de la même année à Paris, Salle Pleyel, par l'Orchestre Colonne sous la direction du compositeur puis elle a été jouée par l'Orchestre Symphonique Français, direction: Laurent Petitgirard, par l'Orchestre du conservatoire de Rouen, direction: Olivier Holt, par l'Orchestre Bayonne Côte- Basque, direction: Didier Benetti.
- 5 pièces pour piano (1992)
- Harmonie du soir (1993) sur un poème de Charles Baudelaire pour soprano, violon et piano.
- La Petite Sirène, drame lyrique sur un livret de Marguerite Yourcenar d'après le conte d'Andersen (1993). Commande de l'État français, créée en 1993 à Poligny (Jura) puis reprise à l'Opéra de Massy en 1994 et au Nouveau Siècle de Lille en 1999 ;
- L'Île de lumière, pour trois percussions, harpe, célesta et orchestre à cordes (1994) ;
Commande de l'Orchestre national de Lille, avec le soutien de Musique nouvelle en liberté. Créée par Jean-Claude Casadesus, dédicataire de l'œuvre, et structurée en sept sections enchaînées, l'œuvre est à la fois un poème symphonique construit autour de la note ré, et une promenade dans l'île éponyme aux lumières si particulières. Elle a  depuis été rejouée à différentes reprises: par l'Orchestre Colonne, l'Orchestre de Picardie, l'Orchestre d'Auvergne, l'Orchestre Philharmonique de Monte-Carlo, l'Orchestre, Orchestre Poitou-Charentes, l'Orchestre Symphonique de Sarcelles...sous la direction d'Antonello Allemandi, Olivier Holt, Didier Benetti, Arie van Beek, Benjamin Levy, Marc Minkowski, Pierre Deville...
- Quatre études pour percussion seule (1996) ;  "Editions Lemoine, morceau composé pour le concours de sortie du Conservatoire National Supérieur de Musique et de Danse de Paris".
- Dieu, tu es mon Dieu, je te cherche dès l'aube, motet pour chœur à quatre voix mixtes (1997) ;
- Concerto pour trombone et orchestre de chambre (1997) ;
- On a Same wavelength (1999) pour violon et orchestre, commande de Radio-France (alla breve) / Création radiophonique par Didier Lockwood, violon et l'Orchestre Philharmonique de Radio-France, direction: Pascal Rophé / Reprise en 2011 par Fiona Monbet, violon et l'Orchestre de l'Opéra de Massy, direction: Constantin Rouits.
- Te Deum (2002) pour soprano, récitante et 10 instruments, commande de François Bellet.
- Motherland (2002) opéra sur un livret de Duong Le Quy, commande de la compagnie Chamber Made / Création au Merlyn Theatre dans le cadre du Festival International de Melbourne (Australie) / Direction: Olivier Holt- Mise en scène: Douglas Horton.
- La Symphonie des bulles, pour chœur et orchestre symphonique (2004) ;
- Comment Dire (2006) sur un poème de Samuel Beckett pour voix de femmes (soprano, mezzo, contralto), baryton à cordes (ou viole de gambe) et clavecin / Commande de l'Institut irlandais pour l'Irish Chamber Choir of Paris et l'Ensemble Lacrymae Consort / Création à l'Institut irlandais en décembre 2006 et reprise à la Fondation Hippocrène en juin 2012.
- L'Origine du monde, pour trio rock et orchestre symphonique (2006) ;
Commande de l'Orchestre national de Lille à l'occasion de son trentième anniversaire, avec le soutien de la SACEM. L'œuvre s'inspire conjointement du récit de la Création au début de la Bible (plus particulièrement du sixième jour : « Homme et femme, Il les créa », Genèse I, 27) et du tableau éponyme peint par Gustave Courbet en 1866. Cette partitiona été créée en décembre 2006 au Nouveau siècle à Lille par le trio Mat the Fax et  l'ONL sous la direction de Paul Polivnick puis reprise en 2009 par l'Orchestre d'Auvergne avec les mêmes solistes sous la direction d'Arie van Beek.
- Volcantare ou le Chant des volcans, pour violon solo, double orchestre à cordes, flûtes à bec et guitares (2009).Commande de l'orchestre d'Auvergne sous la direction d'Arie van Beek. Structurée en deux mouvements, Chant du temps jadis et Chant du temps présent, la partition évoque « le paradoxe des volcans, la beauté et la sérénité des paysages déployés à perte de vue invitant à une contemplation heureuse, et la violence latente de ces monstres endormis .»[2]
- Marrakech (2010) commande de Nicole et François Merville pour soprano, cor anglais, alto, piano, contrebasse et percussion.
- A Guernesey (2010) pour soprano et clavecin sur un poème de Victor Hugo, créée au Music Festival de Guernesey en septembre 2010 par Tatiana Probst,soprano et Richard Dubugnon, clavecin.
- 4...ou les Saisons d'une vie (2011) préludes pour orchestre / Création en octobre 2012 à Château Thierry par l'Orchestre de Picardie, direction: Olivier Holt  / Reprise à Paris Salle Pleyel en 2013 par l'Orchestre Colonne, direction: Laurent Petitgirard.
- Nuées (2013) commande du réseau ONE an orchestra network for Europe (Mont-Blanc Symphony Project) / création en octobre 2014 par l'Orchestre Symphonique de la Radio Télévision Slovène, direction: En Shao / Première française par l'Orchestre de Picardie, direction: Edmon Colomer / Reprises : à Katovice (Pologne) par la Philharmonia Slaska, direction: Miroslaw Jacek Blaszczyk, à Zinila (Slovaquie) par le Slovak Sinfonietta, direction: Marzena Diakun, à Iena (Allemagne) par le Jenaer Philharmonie, direction: En Shao puis par l'Orchestre de l'Opéra de Marseille (2015),           l'Orchestre Philharmonique de Monte-Carlo et l'Orchestre National de Lille (2016) direction: Jean-Claude Casadesus ainsi que par l' Orchestre Région Centre Val de Loire/Tours direction: Benjamin Levy et par l' Orchestre National Bordeaux-Aquitaine (2017) direction Jean-Claude Casadesus.
- La mort des amants (2014) pour soprano et quatuor à cordes sur un poème de Charles Baudelaire.
- Indicibles échos...nocturne in memoriam Henri Dutilleux (2016) pour soprano et 10 instruments, commande de Marc Minkowski pour le Festival Ré Majeure / Création à l'église de La Flotte en Ré le 8 mai 2016 par Tatiana Probst, soprano / Direction: Olivier Holt.
- En Corée...Encore! (2016) pour clarinette, violoncelle, piri, geomungo et orchestre à cordes / Création à la Salle André Malraux de Sarcelles le 28 mai 2016 par l'Orchestre Symphonique de Sarcelles, direction : Pierre Deville.
- Powolny Walc (2016) pour clarinette et piano, Editions Billaudot.

### Musique pour le cinéma:
- Riches, Belles etc... un film de Bunny Schpoliansky-Godillot (1997).

### Musique pour la Télévision:
- L'Homme de Hambourg, un film de Jean-Roger Cadet (1981).

### Musique pour le documentaire:
- Le regard d'une mère, un film de Jean-Noël Delamarre (1999).

### Enregistrements:
- CD Maximilien Kolbe Cybélia (1990): Opéra de Dominique Probst sur un livret d'Eugène Ionesco (enregistrement live à la Cathédrale d'Arras) / Andréa Snarski, baryton - Paul Gérimon, basse -  Pierre Danais, baryton -  Vincenzo Sanso, ténor -  Direction: Olivier Holt / Orphée d'Or 1991 de l'Académie du disque lyrique (Prix Massenet de la meilleure initiative honorant un compositeur français) / Enregistrement ré-édité en 2009 par Intégral Classic.
- Coffret CD/DVD Ba[l]lades Continuo Classics (2014): Dominique Probst (1972-2012) Un itinéraire musical CD: Orchestre de Picardie, direction: Olivier Holt / Laurent Ranou, violoncelle - Tatiana Probst, soprano - Jonas Atlan: piano - Ramon de Herrera, guitare - Jean-Marc Fessard, clarinette basse - Thomas Leleu, tuba + DVD: L'Ile de Lumière, Dominique Probst un film de Laura Beldiman et Jean-Philippe Raymond (2010, Hibou Production).
- CD Nuées Continuo Classics (2021) : « Nuées » ouverture, « L'Origine du Monde » poème symphonique pour trio rock et orchestre, « On a Same Wavelength » nocturne pour un soliste de jazz et orchestre, « Une Journée à Versailles » symphonie / Bonus audio : « La Mort des Amants » poème de Charles Baudelaire / Bonus vidéo : « La Mort des Amants » mélodie pour soprano et quatuor à cordes -  Orchestre Symphonique de la Radio Télévision Slovène / En Shao, direction / Orchestre National de Lille / Trio Mat The Fax / Paul Polivnick, direction / Orchestre Philharmonique de Radio-France / Didier Lockwood / Pascal Rophé, direction / Orchestre de Cannes-Provence-Alpes-Côte d'Azur / Benjamin Lévy, direction / Gisèle Casadesus, récitant / Lucien Pascal, récitant / Tatiana Probst, soprano / Quatuor Hermès.  https://open.spotify.com/album/5T52ATkbQ0HbJMXN3fb2eA?si=pXtcXUhbRzud67wUF1k2sw

## Filmographie
1978 : Le cavaleur de Philippe de Broca : le chef d'orchestre 